# Jean de Cros
Jean de Cros (? - 21 de novembro de 1383) foi um cardeal francês do século XIV, envolvido no Grande Cisma do Ocidente.

## Biografia
Jean nasceu no castelo de Calimafort, diocese de Limoges. Parente do Papa Gregório XI. Irmão do Pseudocardeal Pierre de Cros, OSB (1383). Parente do Cardeal Pierre de Cros (1350). Seu sobrenome também é listado como Crosso. Ele era chamado de Cardeal de Limoges.
Obteve doutorado em direito e foi prior secular da igreja de Vastin (ou Vatan), arquidiocese de Bourges. Eleito bispo de Limoges e confirmado em 14 de maio de 1347 pelo Papa Clemente VI; ocupou a sé até sua promoção ao cardinalato.
Criado cardeal-presbítero de Ss. Nereo ed Achilleo no consistório de 30 de maio de 1371. Grande penitenciário em 1373. Promovido a ordem dos cardeais-bispos e a sé suburbicária de Palestrina, em 28 de setembro de 1376. O cardeal acompanhou o Papa Gregório XI em sua viagem de volta a Roma de Avinhão. Participou do conclave de abril de 1378, que elegeu o Papa Urbano VI; mais tarde, ele protestou contra essa eleição. Participou do conclave de setembro de 1378, que elegeu o antipapa Clemente VII, e se juntou à sua obediência. Nomeado legado perante o rei Carlos V da França em 30 de dezembro de 1378; sua argumentação sobre a invalidade da eleição do Papa Urbano VI, apoiada pelas exposições dos cardeais Guillaume d'Aigrefeuille, Iunior, e Guy de Malesset, convenceu o rei da França a apoiar o antipapa Clemente VII em abril de 1379.

Cardeal de Cros faleceu em 21 de novembro de 1383, em Avinhão, e foi e enterrado em sua catedral, com um epitáfio inscrito em uma placa de metal.